# Lijst van Franse films
Dit is een lijst van bekende Franse films, in chronologische volgorde.

## Voor 1920
- Le Clown et ses chiens (1892, korte film)
- Pauvre Pierrot (1892, korte film)
- Autour d'une cabine (1894, korte film)
- L'Arroseur arrosé (1895, korte film)
- Le Débarquement du congrès de photographie à Lyon (1895, korte film)
- Les Forgerons (1895, korte film)
- La Sortie de l'usine Lumière à Lyon (1895, korte film)
- La Voltige (1895, korte film)
- L'Arrivée d'un train en gare de La Ciotat (1896)
- Un homme de tête (1898)
- Cléopâtre (1899)
- Jeanne d'Arc (1900)
- La chrysalide et le papillon d'or (1901)
- L'Homme à la tête en caoutchouc (1901)
- Le voyage dans la lune (1902)
- L'assassinat du duc de Guise (1908)
- El hotel eléctrico (1908)
- 1812 (1910, ook wel: Un épisode de 1812)
- Bébé apache (1910)
- Les Aventures du baron de Münchhausen (1911, ook wel: Baron Munchausen's Dream)
- Richard III (1912)

## 1920-1929
- Nanook of the North (1922)
- Pasteur (1922)
- L'Auberge rouge (1923)
- Paris qui dort (1923)
- La Fille de l'eau (1924)
- L'inhumaine (1924)
- Der Rächer von Davos (1924)
- Nana (1926)
- Le Joueur d'échecs (1927)
- Napoléon (1927)
- La Chute de la maison Usher (1928)
- La Passion de Jeanne d'Arc (1928)
- Un chien andalou (1929)

## 1930-1939
- L'Âge d'or (1930)
- Prix de beauté (1930)
- Méphisto (1930)
- La Chienne (1931)
- Le Million (1931, musical)
- Boudu sauvé des eaux (1932)
- Fanny (1932)
- Le sang d'un poète (1932)
- Les Gaietés de l'escadron (1932)
- Zéro de conduite (1933)
- L'Atalante (1934)
- La Kermesse héroïque (1935)
- Le Crime de Monsieur Lange (1936)
- Partie de campagne (1936)
- Les Bas-fonds (1936)
- Un carnet de bal (1937
- Pépé le Moko (1937)
- Gribouille (1937)
- La Grande Illusion (1937)
- Orage (1938)
- Le Récif de corail (1938)
- L'Étrange Monsieur Victor (1938)
- La Femme du boulanger (1938)
- Le Quai des brumes (1938)
- La Bête humaine (1938)
- Hôtel du Nord (1938)
- Le jour se lève (1939)
- La Règle du jeu (1939)
- La Loi du nord (1939)
- Le Dernier Tournant (1939)

## 1940-1949
- Remorques (1941)
- Le ciel est à vous (1944)
- Les Enfants du paradis (1945)
- La Belle et la Bête (1946)
- La symphonie pastorale (1946)
- La tentation de Barbizon (1946, Louis de Funès)
- Le Diable au corps (1947)
- Dernier refuge (1947, Louis de Funès)
- L'école des facteurs (1947)
- Six heures à perdre (1947, Louis de Funès)
- Monsieur Vincent (1947)
- Aux yeux du souvenir (1948)
- Impasse des Deux-Anges (1948)
- Croisière pour l'inconnu (1948, Louis de Funès)
- Un certain monsieur (1949, Louis de Funès)
- Du Guesclin (1949, Louis de Funès)
- Je n'aime que toi (1949, Louis de Funès)
- Jour de fête (1949)
- Millionnaires d'un jour (1949, Louis de Funès)
- Mission à Tanger (1949, Louis de Funès)
- Orphée (1949)
- Pas de week-end pour notre amour (1949, Louis de Funès)
- Vient de paraître (1949, Louis de Funès)

## 1950-1959
- Adémaï au poteau-frontière (1950, Louis de Funès)
- Au revoir M. Grock (1950, Louis de Funès)
- Le Château de verre (1950)
- Un chant d'amour (1950)
- Les Enfants terribles (1950)
- Justice est faite (1950)
- Maria Chapdelaine (1950)
- Mon ami Sainfoin (1950, Louis de Funès)
- La rue sans loi (1950, Louis de Funès)
- Rendez-vous avec la chance (1950, Louis de Funès)
- L'amant de paille (1951, Louis de Funès)
- Un amour de parapluie (1951, Louis de Funès)
- Bibi Fricotin (1951, Louis de Funès)
- Boîte à vendre (1951, Louis de Funès)
- Boniface somnambule (1951, Louis de Funès)
- Champions Juniors (1951, Louis de Funès)
- Le dindon (1951, Louis de Funès)
- È più facile che un cammello... (1951, Louis de Funès)
- L'Étrange Madame X (1951)
- Folie douce (1951, Louis de Funès)
- Les joueurs (1951, Louis de Funès)
- Ma femme est formidable (1951, Louis de Funès)
- La poison (1951, Louis de Funès)
- Pas de vacances pour Monsieur le Maire (1951, Louis de Funès)
- La rose rouge (1951, Louis de Funès)
- Le roi du bla bla bla (1951, Louis de Funès)
- Sans laisser d'adresse (1951, Louis de Funès)
- Sous le ciel de Paris (1951)
- Agence matrimoniale (1952, Louis de Funès)
- L'amour n'est pas un péché (1952, Louis de Funès)
- Les dents longues (1952, Louis de Funès)
- Don Camillo-reeks
- Elle et moi (1952, Louis de Funès)
- La fugue de Monsieur Perle (1952, Louis de Funès)
- Le huitième art et la manière (1952, Louis de Funès)
- Ils étaient cinq (1952, Louis de Funès)
- Innocents in Paris (1952, Louis de Funès)
- Jeux interdits (1952)
- Le Plaisir (1952)
- Les loups chassent la nuit (1952, Louis de Funès)
- Moineaux de Paris (1952, Louis de Funès)
- Monsieur Leguignon, lampiste (1952, Louis de Funès)
- Monsieur Taxi (1952, Louis de Funès)
- La putain respectueuse (1952, Louis de Funès)
- Les Sept Péchés capitaux (1952, Louis de Funès)
- Au diable la vertu (1953, Louis de Funès)
- Capitaine Pantoufle (1953, Louis de Funès)
- Les compagnes de la nuit (1953, Louis de Funès)
- Dortoir des grandes (1953, Louis de Funès)
- L'étrange désir de Monsieur Bard (1953, Louis de Funès)
- Faites-moi confiance (1953, Louis de Funès)
- Légère et court vêtue (1953, Louis de Funès)
- Lettre ouverte (1953
- Mon frangin du Sénégal (1953, Louis de Funès)
- Les Orgueilleux (1953)
- Le rire (1953, Louis de Funès)
- La vie d'un honnête homme (1953, Louis de Funès)
- Les Vacances de monsieur Hulot (1953)
- Le Salaire de la peur (1953)
- Ah! Les belles bacchantes (1954, Louis de Funès)
- Le blé en herbe (1954, Louis de Funès)
- Le chevalier de la nuit (1954, Louis de Funès)
- Les corsaires du Bois de Boulogne (1954, Louis de Funès)
- L'Air de Paris (1954)
- Escalier de service (1954, Louis de Funès)
- Fraternité (1954, Louis de Funès)
- Les hommes ne pensent qu'à ça (1954, Louis de Funès)
- Les intrigantes (1954, Louis de Funès)
- Le Mouton à cinq pattes (1954, Louis de Funès)
- Mam'zelle Nitouche (1954, Louis de Funès)
- Les pépées font la loi (1954, Louis de Funès)
- Papa, maman, la Bonne et moi (1954, Louis de Funès)
- Poisson d'avril (1954, Louis de Funès)
- Le secret d'Hélène Marimon (1954, Louis de Funès)
- Scènes de ménage (1954, Louis de Funès)
- Tourments (1954, Louis de Funès)
- Bonjour sourire (1955, Louis de Funès)
- La bande à papa (1955, Louis de Funès)
- Frou-Frou (1955, Louis de Funès)
- Les hussards (1955, Louis de Funès)
- Ingrid - Die Geschichte eines Fotomodells (1955, Louis de Funès)
- Les impures (1955, Louis de Funès)
- L'impossible Monsieur Pipelet (1955, Louis de Funès)
- Mädchen ohne Grenzen (1955, Louis de Funès)
- Les Diaboliques (1955)
- Gas-oil (1955)
- Les assassins du dimanche (1956)
- Bébés à gogo (1956, Louis de Funès)
- Courte tête (1956, Louis de Funès)
- La Famille Anodin (1956, Louis de Funès)
- La loi des rues (1956, Louis de Funès)
- Papa, maman, ma femme et moi (1956, Louis de Funès)
- Si Paris nous était conté (1956, Louis de Funès)
- La traversée de Paris (1956, Louis de Funès)
- Le Ballon rouge (1956)
- Bob le flambeur (1956)
- Et Dieu... créa la femme (1956)
- Notre-Dame de Paris (1956)
- Un amour de poche (1957)
- Comme un cheveu sur la soupe (1957, Louis de Funès)
- Ascenseur pour l'échafaud (1958)
- Les Bijoutiers du clair de lune (1958)
- En cas de malheur (1958)
- Goha (1958)
- Mon oncle (1958)
- Ni vu, ni connu (1958, Louis de Funès)
- Le Sourire (1958, docu)
- Taxi, Roulotte et Corrida (1958, Louis de Funès)
- La vie à deux (1958, Louis de Funès)
- Les Misérables (1958)
- Le Miroir à deux faces (1958)
- Les Quatre Cents Coups (1959)
- Fripouillard et compagnie (1959, Louis de Funès)
- Hiroshima mon amour (1959)
- I Tartassati (1959, Louis de Funès)
- Mon pote le gitan (1959, Louis de Funès)
- Totò, Eva e il pennello proibito (1959, Louis de Funès)
- Voulez-vous danser avec moi? (1959)
- La Vache et le Prisonnier (1959)
- Maigret et l'Affaire Saint-Fiacre (1959)
- Rue des prairies (1959)

## 1960-1969
- L'avventura (1960)
- À bout de souffle (1960)
- Certains l'aiment... froide (1960, Louis de Funès)
- Dans l'eau qui fait des bulles (1960, Louis de Funès)
- La dolce vita (1960)
- Moderato Cantabile (1960, boekverfilming)
- Les tortillards (1960, Louis de Funès)
- La vérité (1960)
- L'Année dernière à Marienbad (1961)
- La belle Américaine (1961, Louis de Funès)
- Candide ou l'optimisme au XXe siècle (1961, Louis de Funès)
- Le Capitaine Fracasse (1961, Louis de Funès)
- Ercole alla conquista di Atlantide (1961)
- Kuifje en het geheim van het Gulden Vlies (1961)
- Morgan, the Pirate (1961, ook wel: Morgan il pirata)
- La vendetta (1961, Louis de Funès)
- Le Diable et les Dix Commandements (1962, Louis de Funès)
- Le gentleman d'Epsom (1962, Louis de Funès)
- Jules et Jim (1962, boekverfilming)
- Le masque de fer (1962, remake)
- Nous irons à Deauville (1962, Louis de Funès)
- La rivière du hibou (1962, korte film)
- Les veinards (1962, Louis de Funès)
- 8½ (1963, ook wel: Otto e mezzo)
- Carambolages (1963, Louis de Funès)
- Faites sauter la banque! (1963, Louis de Funès)
- Le Jour et l'Heure (1963)
- Le Mépris (1963, ook wel: Contempt)
- Pouic-Pouic (1963, Louis de Funès)
- Bande à part (1964)
- Échappement libre (1964)
- Het evangelie volgens Matteüs (1964, ook wel: Il Vangelo secondo Matteo)
- Fantômas (1964, Louis de Funès)
- Le Gendarme de Saint-Tropez (1964, Louis de Funès)
- Le Journal d'une femme de chambre (1964)
- Maciste e la regina di Samar (1964)
- Des pissenlits par la racine (1964, Louis de Funès)
- La Peau douce (1964)
- Les Parapluies de Cherbourg (1964)
- Une souris chez les hommes (1964, Louis de Funès)
- La Vie à l'envers (1964)
- Le Monde sans soleil (1964, docu)
- Alphaville, une étrange aventure de Lemmy Caution (1965)
- Les bons vivants (1965, Louis de Funès)
- Le Corniaud (1965, Louis de Funès)
- Fantômas se déchaîne (1965, Louis de Funès)
- Le Gendarme à New York (1965, Louis de Funès)
- La Grande Vadrouille (1966, Louis de Funès)
- Le Grand Restaurant (1966, Louis de Funès)
- Un homme et une femme (1966)
- Der junge Törless (1966)
- Paris brûle-t-il? (1966)
- Asterix de Galliër (1967, animatie)
- Belle de Jour (1967)
- À cœur joie (1967)
- Fantômas contre Scotland Yard (1967, Louis de Funès)
- Les grandes vacances (1967, Louis de Funès)
- The Night of the Generals (1967)
- Oscar (1967, Louis de Funès)
- Playtime (1967)
- Le Samouraï (1967)
- The Sea Pirate (1967)
- Week-end (1967)
- Asterix en Cleopatra (1968, animatie)
- Baisers volés (1968)
- Barbarella (1968, boekverfilming)
- Candy (1968, boekverfilming)
- Le Gendarme se marie (1968, Louis de Funès)
- Le petit baigneur (1968, Louis de Funès)
- Un soir, un train (1968)
- Le Tatoué (1968, Louis de Funès)
- L'étreinte (1969)
- Hibernatus (1969, Louis de Funès)
- Ma nuit chez Maud (1969)
- Queimada (1969)
- La Sirène du Mississipi (1969)
- Z (1969)

## 1970-1979
- L'aveu (1970)
- Domicile conjugal (1970)
- Le Gendarme en balade (1970, Louis de Funès)
- Le Genou de Claire (1970)
- L'Homme orchestre (1970, Louis de Funès)
- La folie des grandeurs (1971, Louis de Funès)
- Jo (1971, Louis de Funès)
- Un peu de soleil dans l'eau froide (1971)
- Sur un arbre perché (1971, Louis de Funès)
- Trafic (1971)
- Lucky Luke (1971)
- César et Rosalie (1972)
- L'état de siège (1972)
- Les Aventures de Rabbi Jacob (1973, Louis de Funès)
- La Grande Bouffe (1973)
- L'Horloger de Saint-Paul (1974)
- Parade (1974)
- Vincent, François, Paul... et les autres (1974)
- Cousin, cousine (1975)
- Que la fête commence (1975)
- Sept morts sur ordonnance (1975)
- Le Vieux Fusil (1975)
- L'Aile ou la Cuisse (1976, Louis de Funès)
- Cours après moi, que je t'attrape (1976)
- La dernière femme (1976)
- C'était un rendez-vous (1976, korte film)
- Une femme à sa fenêtre (1976)
- Je t'aime moi non plus (1976)
- Monsieur Klein (1976)
- La Dentellière (1977)
- La Menace (1977)
- Pourquoi pas! (1977)
- Un taxi mauve (1977)
- La Cage aux folles (1978)
- Préparez vos mouchoirs (1978)
- Les valseuses (1978)
- La zizanie (1978, Louis de Funès)
- Clair de femme (1979)
- Le Gendarme et les Extra-terrestres (1979, Louis de Funès)
- I... comme Icare (1979)
- Il y a longtemps que je t'aime (1979)

## 1980-1989
- L'avare (1980, Louis de Funès)
- Atlantic City (1980)
- La Banquière (1980)
- Le Dernier Métro (1980)
- Loulou (1980)
- La Mort en direct (1980)
- Mon oncle d'Amérique (1980)
- Beau-père (1981)
- Le bahut va craquer (1981)
- Chanel Solitaire (1981)
- Coup de torchon (1981)
- La Femme d'à côté (1981)
- Garde à vue (1981)
- Hôtel des Amériques (1981)
- L'Abîme des morts-vivants (1981)
- La soupe aux choux (1981, Louis de Funès)
- Les Uns et les Autres (1981)
- Ça va faire mal ! (1982)
- L'étoile du nord (1982)
- Le Gendarme et les Gendarmettes (1982, Louis de Funès)
- La Nuit de Varennes (1982)
- La Passante du Sans-Souci (1982)
- Querelle (1982)
- L'Été meurtrier (1983)
- Pauline à la plage (1983)
- Prénom Carmen (1983)
- Vivement dimanche! (1983)
- The Bay Boy (1984)
- La diagonale du fou (1984)
- Un dimanche à la campagne (1984)
- Les Nuits de la pleine lune (1984)
- Shark rosso nell'oceano (1984)
- Le tartuffe (1984, ook wel: Le Tartuffe ou l’Imposteur)
- Je vous salue Marie (1985)
- Trois hommes et un couffin (1985)
- Descente aux enfers (1986)
- Un homme et une femme, 20 ans déjà (1986)
- Jean de Florette (1986)
- Manon des sources (1986)
- Tenue de soirée (1986)
- Camille Claudel (1988)
- Le grand bleu (1988)
- La lectrice (1988)
- Monsieur Hire (1989)
- Romuald et Juliette (1989)

## 1990-1999
- Conte de printemps (1990)
- Milou en mai (1990)
- Uranus (1990)
- Cyrano de Bergerac (1990)
- Le Mari de la coiffeuse (1990)
- Tatie Danielle (1990)
- Van Gogh (1991)
- Les Amants du Pont-Neuf (1991)
- La Belle Noiseuse (1991)
- Delicatessen (1991)
- Tous les matins du monde (1991)
- Après l'amour (1992)
- Conte d'hiver (1992)
- Riens du tout (1992)
- L'Arbre, le Maire et la Médiathèque (1993)
- Trois couleurs: Bleu (1993)
- Un, deux, trois, soleil (1993)
- Léon (1994)
- Le parfum d'Yvonne (1994)
- Le péril jeune (1994)
- Trois couleurs: Blanc (1994)
- Trois couleurs: Rouge (1994)
- Le Château de ma mère (1995)
- La Haine (1995)
- La petite mort (1995, korte film)
- Les Rendez-vous de Paris (1995)
- Nelly et Monsieur Arnaud (1995)
- Le bonheur est dans le pré (1995)
- Chacun cherche son chat (1996)
- Un air de famille (1996)
- Un héros très discret (1996)
- Ridicule (1996)
- Conte d'été (1996)
- Le Huitième jour (1996)
- La vérité si je mens (1996)
- The Fifth Element (1997)
- Marius et Jeannette (1997)
- Western (1997)
- Conte d'automne (1998)
- Seul Contre Tous (1998)
- Taxi (1998)
- Le Dîner de cons (1998)
- Asterix & Obelix tegen Caesar (1999, ook wel: Astérix et Obélix contre César)
- Les Amants criminels (1999)
- Messenger: The Story of Joan of Arc (1999)
- The Ninth Gate (1999)
- Simon Magus (1999)
- La Fille sur le pont (1999)
- Les Enfants du marais (1999)
- Ça commence aujourd'hui (1999)
- Une liaison pornographique (1999)

## 2000-2009
- La ville est tranquille (2000)
- Harry, un ami qui vous veut du bien (2000)
- La Veuve de Saint-Pierre (2000)
- Le Goût des autres (2000)
- Taxi 2 (2000)
- 8 femmes (2001)
- 9/11 (2001, docu)
- Un crime au Paradis (2001)
- Le fabuleux destin d'Amélie Poulain (2001)
- Laissez-passer (2001)
- Le Placard (2001)
- La vérité si je mens 2 (2001)
- Wasabi (2001)
- Une hirondelle a fait le printemps (2001)
- Marie-Jo et ses deux amours (2002)
- Monsieur Batignole (2002)
- 28 Days Later (2002)
- 36 Quai des Orfèvres (2002)
- Aime Ton Père (2002)
- L'Auberge espagnole (2002)
- Être et avoir (2002, docu)
- Vendredi soir (2002)
- Swimming Pool (2003)
- L'Outremangeur (2003)
- Les triplettes de Belleville (2003)
- Taxi 3 (2003)
- Lila dit ça  (2004)
- 2046 (2004)
- Banlieue 13 (2004)
- Les Choristes (2004)
- Exils (2004)
- Irréversible (2004)
- Un long dimanche de fiançailles (2004)
- Nouvelle France (2004)
- Podium (2004)
- Le Silence de la mer (2004)
- Vipère au poing (2004)
- Boudu (2005)
- Angel-A (2005)
- Caché (2005)
- Le couperet (2005)
- De battre mon cœur s'est arrêté (2005)
- L'empire des loups (2005)
- Joyeux Noël (2005, Frans, Engels, Duits, Belgisch, Roemeense coproductie)
- La Marche de l'Empereur (2005)
- Les poupées russes (2005)
- 13 Tzameti (2005)
- Dans Paris (2006)
- Je vais bien, ne t'en fais pas (2006)
- La Doublure (2006)
- Ils (2006)
- Ne le dis à personne (2006)
- Paris, je t'aime (2006)
- La tourneuse de pages (2006)
- La clef (2007)
- Ceux qui restent (2007)
- Ensemble, c'est tout (2007)
- Frontier(s) (2007)
- La Graine et le Mulet (2007)
- Mes amis, mes amours (2007)
- Nous nous sommes tant haïs (2007)
- Persepolis (2007)
- Taxi 4 (2007, ook wel: T4xi)
- La Vie en Rose (2007, ook wel: La môme)
- Dialogue avec mon jardinier (2007)
- Odette Toulemonde (2007)
- Les 3 p'tits cochons (2008)
- Asterix en de Olympische Spelen (2008, ook wel: Astérix au Jeux Olympiques)
- Bienvenue chez les Ch'tis (2008)
- Le Bruit des gens autour (2008)
- Une chanson dans la tête (2008)
- Chasseurs de dragons (2008)
- Les dents de la nuit~C(2008)
- Entre les murs (2008)
- L'Ennemi public nº 1, deel 2 van Saga Jacques Mesrine (2008)
- L'empreinte de l'ange (2008)
- L'Instinct de mort, deel 1 van Saga Jacques Mesrine (2008)
- Fool moon (2008)
- Fracassés (2008)
- La fille de Monaco (2008)
- Les grands s'allongent par terre (2008)
- Il y a longtemps que je t'aime (2008)
- Le premier jour du reste de ta vie (2008)
- Largo Winch (2008)
- Leur morale... et la nôtre (2008)
- Les murs porteurs (2008)
- Ma mec à moi (2008)
- Made in Italy (2008)
- Un monde à nous (2008)
- Nos 18 ans (2008)
- Par suite d'un arrêt de travail... (2008)
- Paris (2008)
- La Possibilité d'une île (2008)
- Le premier jour du reste de ta vie (2008)
- Soit je meurs, soit je vais mieux (2008)
- Le voyage aux Pyrénées (2008)
- Yvette bon dieu ! (2008)
- Au voleur (2009)
- Micmacs (à tire-larigot) (2009)
- London River (2009)

## 2010-heden
- Gainsbourg (Vie héroïque)  (2010)
- Potiche  (2010)
- L'Arnacœur (2010)
- Les émotifs anonymes (2010)
- La Tête en friche (2010)
- Crime d'amour (2010)
- Les Invités de mon père (2010)
- Copacabana (2010)
- Ma part du gâteau (2011)
- Maître du monde (2011)
- Mon pire cauchemar (2011)
- Le Moine (2011)
- L'Apollonide : Souvenirs de la maison close (2011)
- Intouchables (2011)
- The Artist (2011)
- Dans la maison (2012)
- Thérèse Desqueyroux (2012)
- 38 témoins (2012)
- Populaire (2012)
- Avant l'hiver (2013)
- La vie d'Adèle (2013)
- Le Passé (2013)
- Les Garçons et Guillaume, à table ! (2013)
- Grand Central (2013)
- Aimer, boire et chanter (2014)
- Qu'est-ce qu'on a fait au Bon Dieu? (2014)
- Benoît Brisefer: Les taxis rouges (2014)
- En équilibre (2015)
- Je compte sur vous (2015)
- L'Ascension (2017)